# Антарес
Анта́рес или Антаре́с (α Sco / альфа Скорпиона) — ярчайшая звезда в созвездии Скорпиона и одна из ярчайших звёзд на ночном небе, красный сверхгигант. Находится на расстоянии примерно 550 световых лет от Солнца. В России отлично видна в южных районах, однако наблюдается и в центральных (вблизи южного горизонта). Входит в Пузырь I — область, соседнюю с Местным пузырём, в который входит Солнечная система.

## Названия
Слово Антарес происходит от греческого ανταρης, что означает «против Ареса (Марса)» из-за того, что он своим красным цветом напоминает планету Марс. Цвет этой звезды вызывал интерес многих народов на протяжении истории. В арабской астрономической традиции именовался Калб-аль-Акраб («Сердце Скорпиона»). Многие древнеегипетские храмы ориентированы таким образом, что свет Антареса играл определённую роль в проходивших в них церемониях. В древней Персии Антарес назывался Сатевис и был одной из четырёх царских звёзд. В древней Индии его называли Джьештха.
В средневековой астрологической практике, связанной с позднеримской колдовской практикой «стрегерия», Антарес считался одним из падших ангелов, стражем так называемых «западных ворот» неба. К итальянскому vesper — «вечер» — восходит название звезды Веспертелино.

## Характеристики

Сравнение размеров Антареса, Арктура, Солнца и орбиты Марса

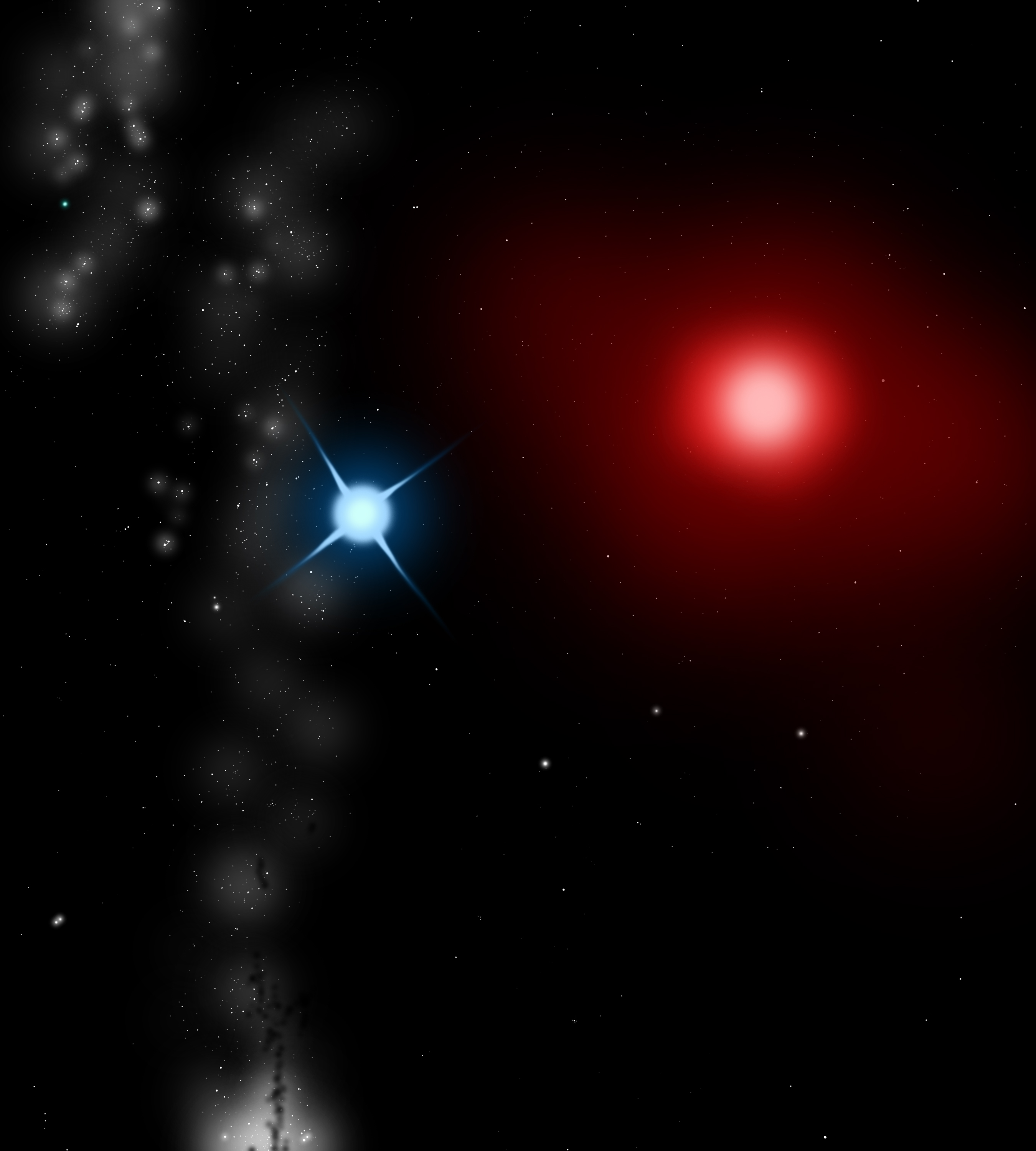
Иллюстрация системы Антареса и его компаньона, Антареса B

Антарес — сверхгигант класса M, с диаметром в 400 раз большим, чем солнечный. Если бы Антарес находился на месте Солнца, он выходил бы за орбиту Марса, а короной коснулся бы Юпитера. Его светимость в видимом диапазоне волн превышает солнечную в 10 000 раз, но учитывая тот факт, что звезда излучает значительную часть своей энергии в инфракрасном диапазоне, общая светимость превышает солнечную в 65 000 раз. Масса звезды составляет от 12 до 13 масс Солнца. Огромный размер и относительно небольшая масса говорят о том, что у Антареса очень низкая плотность.
В 2017 году с помощью Very Large Telescope было впервые получено детальное изображение поверхности Антареса. Была построена первая карта и измерены движения поверхностных слоёв вещества звезды. Открыты турбулентные области, которые оказались неожиданно обширными.
Антарес лучше всего виден в мае и июне, когда он находится вблизи противостояния с Солнцем и поэтому наблюдается почти всю ночь. Значительное южное склонение Антареса создаёт трудности для наблюдения этой звезды из средних широт Северного полушария.

## Звезда-компаньон
Антарес А и голубую горячую звезду-компаньон Антарес B разделяет около 2,9 угловой секунды. Хотя Антарес B имеет 5-ю звёздную величину, обычно его трудно увидеть из-за яркости сверхгиганта Антареса А. Наблюдать его можно в небольшой телескоп на протяжении нескольких секунд во время покрытия Луной, когда основной компонент Антареса закрыт Луной; Антарес В был открыт венским астрономом Иоганном Тобиасом Бюргом во время одного из таких покрытий 13 апреля 1819 года. Период обращения спутника составляет 878 лет, масса — 10 масс Солнца, радиус равен 5,2 радиусам Солнца.

## Положение в эклиптике
Из 22 звёзд первой величины Антарес по угловому расстоянию находится дальше всех от звёзд первой величины. Ближайшая к нему звезда первой величины — Альфа Центавра, отстоящая от него на 39° 6,75′. Вследствие быстрого собственного движения Альфы Центавра этот угол постепенно увеличивается.
Наряду с Альдебараном, Спикой и Регулом, Антарес — одна из четырёх ярчайших звёзд вблизи эклиптики. Находясь примерно в 5° от эклиптики, он периодически покрывается Луной и изредка планетами. Солнце проходит рядом с Антаресом чуть меньше чем в 5° севернее каждый год 2 декабря. Альдебаран, имеющий похожий оранжевый цвет, находится почти точно в противоположной точке Зодиака от Антареса. Поэтому, вне зависимости от места наблюдения, эти звёзды не могут наблюдаться одновременно (в лучшем случае обе звезды будут очень низко над горизонтом одновременно).

## Использование названия
- В 1971 году экипаж «Аполлона-14» назвал свой лунный модуль в честь звезды.
- Во флаге бразильского штата Пиауи помещённая в кантон белая звезда символизирует Антарес. Это восходит к общебразильской традиции, согласно которой каждая из 27 звёзд, помещённых на флаг Бразилии, символизирует какой-то определённый штат. Традиционно за Пиауи «закреплена» звезда Антарес.

## В литературе
- У Эдмонда Гамильтона в романах «Звёздные короли» (1949) и «Возвращение к звёздам» (1970) Антарес — родина одного из главных героев, потомка земных переселенцев капитана Хелла Беррела; в повести «Молот Валькаров» Антарес — столица Старой Империи.
- В повести Аркадия и Бориса Стругацких «Сказка о Тройке» один из второстепенных персонажей прилетает из системы Антареса.
- В книге Даниила Андреева «Роза Мира» система Антареса описана как центр «галактического Антикосмоса», главный оплот демонических сил Галактики.
- Данной звезде посвящён роман «Прыжок в Антарес», автор Майкл Макколлум.